# فرودگاه سننترر
فرودگاه سننترر (به انگلیسی: Senneterre Airport) یک فرودگاه همگانی است که یک باند فرود ماسه دارد و طول باند آن ۱۲۱۹ متر است. این فرودگاه در کشور کانادا قرار دارد و در ارتفاع ۳۳۷ متری از سطح دریا واقع شده است.